# Crotus Rubeanus
Crotus Rubeanus (Johannes Jäger, Crotus Rubianus, Venator, Venatoris; ur. ok. 1480 w Dornheim, zm. ok. 1545 w Halberstadt) – niemiecki humanista okresu renesansu i teolog katolicki, rektor Uniwersytetu w Erfurcie.
W czasie studiów przyjaźnił się z Marcinem Lutrem i Urlichem von Huttenem. W 1510 został kierownikiem szkoły klasztornej w Fuldzie. W latach 1517–1520 przebywał we Włoszech. Po powrocie do Niemiec początkowo sympatyzował w ruchem reformacyjnym Lutra. Po 1531 stał się jego zagorzałym krytykiem. Objął też wówczas kanonię w Halle.
Przez kilka lat pracował dla księcia pruskiego Albrechta Hohenzollerna w Królewcu przy organizacji książęcej biblioteki. Uważany jest za współautora Listów ciemnych mężów. Otrzymał także nominację na rektora Uniwersytetu w Erfurcie.